# Courcelles (Territorio de Belfort)
Courcelles es una comuna francesa situada en el departamento del Territorio de Belfort, de la región de Borgoña-Franco Condado.
Los habitantes se llaman Courcellois.

## Geografía
Está ubicada a 22 km al sureste de Belfort, fronteriza con Suiza.

## Demografía
| 92 | 79 | 88 | 128 | 106 | 100 | 120 | 134 |
| Para los censos de 1962 a 1999 la población legal corresponde a la población sin duplicidades (Fuente: INSEE [Consultar]) |    |    |     |     |     |     |     |